# Гродзянка
Гродзя́нка (бел. Градзянка) — деревня (до 2002 года — рабочий посёлок) в Осиповичском районе Могилёвской области Республики Беларусь. Административный центр Гродзянского сельсовета.

## Географическое положение
В 47 км от города Осиповичи. Конечная станция железнодорожной ветки от линии Минск ─ Осиповичи.
Близ д. Гродзянка находятся:
- Водозаказник Ляженка в 1,5 км (охраняется с 1994); площадь 217 га, выполняет охранную роль поверхностных водотоков и водоёмов водораздела Свислочи и Березины;
- Сетище (с 1994 года, гидрологический); находится севернее д. Гродзянка; торфяной массив, площадью 498 га. Водоохранная роль поверхностных водотоков и водоёмов.

## История Гродзянки

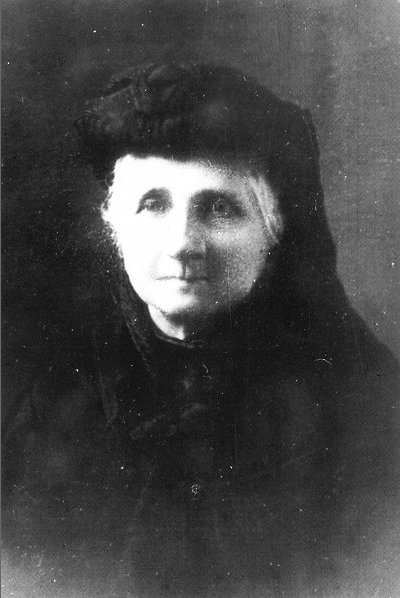
Мария Магдалена Радзивилл

Название по всей видимости произошло от древнерусского слова град (поселение, город). Интересно, что старожилы деревни называют её с ударением на первом слоге. На карте 1866 года здесь находится поселение Гродзянец. Известно, что в 1930-х гг. к Гродзянцу примыкало поселение Рябиновка. За железной дорогой находилось поселение Ульяновка.
Поселение Гродзянка возникло в конце XIX в. благодаря лесоразработкам. Вначале состояло из одного двора и 7 жителей.
В начале XX века поселение известно как деревня Гродзянка Погорельской волости Игуменского уезда Минской губернии. Окрестные земли принадлежали княгине Марии Магдалене Радзивилл, урождённой Завиши. Здесь её мужем князем Николаем Радзивиллом была построена лесопилка, образовано общество для строительства железнодорожной линии Верейцы-Гродзянка и в 1911 году построена станция Гродзянка.
По переписи 1917 года на месте современной деревни было два населенных пункта: посёлок Гродзянка (67 дворов, 359 жителей) и железнодорожная станция Гродзянка (10 дворов, 35 жителей). Население смешанное: белорусы, евреи, русские. В соседнем местечке Лапичи, например, в 1897 году из 750 жителей проживало 736 евреев, а в Игуменском уезде уже в 1864 году было 8 синагог и 22 молитвенных дома. В 1939 году в Гродзянке проживало 150 евреев.
Сначала гродзянская школа была четырёклассной. В 1925 году в школе-семилетке Гродзянки училось 94 школьника. Преподавание велось на белорусском языке. Перед войной это уже десятилетка. В 1960-х гг. в школе преподавал белорусский писатель Сергей Законников.
С 27 сентября 1935 году Гродзянка — рабочий поселок, с 1938 году в Могилёвской (в 1944—1954 гг. в Бобруйской) области.
Перед войной в посёлке имелись семилетняя школа, клуб, магазинн, аптека, склад «Заготзерна», ларёк «Заготсырья», леспромхоз, лесопильный завод «Спартак».
По воскресеньям в центре посёлка играл духовой оркестр, из Лапич приезжали на танцы офицеры.
С лета 1941 года под немецкой оккупацией. Старостой стал бывший начальник почты Мухин.
В годы войны в окрестностях Гродзянки базировались 210-й партизанский отряд имени И. В. Сталина, затем 1-я Осиповичская партизанская бригада им Сталина под командованием Героя Советского Союза Н. Ф. Королёва. В марте 1942 года партизаны напали на немецкий гарнизон, стоявший близ Гродянки. В ответ каратели сожгли поселок и уничтожили 350 мирных жителей. Фашисты сожгли и находящиеся рядом деревни Маковье и Полядки.
В посёлке нацисты организовали гетто: в бараки у железнодорожной станции согнали всё еврейское население Гродзянки. 4 марта 1942 года их всех отвели на гродзянское кладбище и расстреляли. Согласно материалам Государственной Чрезвычайной комиссии по расследованию злодеяний немецко-фашистских захватчиков и их сообщников в тот день было расстреляно 149 евреев ─ жителей поселка.
В книге «Память» Осиповичского района  приведен список погибших партизан, подпольщиков и мирных жителей Гродзянки.
В память о погибших на братских могилах после войны установлены памятники. На территории Гродзянского сельсовета насчитывается 20 памятников. В 1975 году близ Гродзянки открыт мемориальный комплекс.
В феврале 2002 году рабочий посёлок Гродзянка был преобразован в деревню.

## Население
- 1917 — 67 дворов и 359 жителей, 10 дворов и 35 жителей на железнодорожной станции
- 1926 — 70 дворов и 400 жителей
- 1939 — 1247 жителей (858 белорусов, 150 евреев, 132 русских, 67 поляков, 20 украинцев)[8]
- 1940 — 260 дворов и 800 жителей
- 1969 — 1300 жителей
- 1990 — 990 жителей
- 2002 — 600 жителей
- 2009 — 440 жителей

## Современное состояние Гродзянки
На территории Гродзянского сельсовета находятся два сельхозпредприятия — колхоз «Новый путь» и колхоз «Красный ударник», два лесничества, лесоучасток, медицинская амбулатория, больница, два фельдшерских пункта, два клуба, две средние школы, Дом культуры, три библиотеки, три почтовых отделения, шесть магазинов.

## Достопримечательности
- Братская могила советских воинов и партизан.
- Могила жертв фашизма.
- В двух километрах (в сторону д. Каменичи) находится три археологических памятника, курганные могильники (всего 119 насыпей).

## Известные уроженцы
- Гаврукович Леонид Владимирович (1922—2009), разведчик партизанского 210-го отряда им. И. В. Сталина, награждён боевыми орденами и медалями, впоследствии доцент Белорусского политехнического ин-та.
- Хатько Василий Михайлович (1967—1987), командир отделения пожарной команды, погиб при тушении взорвавшегося самолета с боеприпасами в Афганистане, посмертно награждён орденом Красной Звезды, медалью «За боевые заслуги»; его именем названа центральная улица в Гродзянке.
- Черчес, Хаим Аронович (1916—1992) — белорусский советский химик-органик.